# فیشتل ۱۰۲۴۸
سیارک ۱۰۲۴۸ (به انگلیسی: 10248 Fichtelgebirge، نامگذاری:7639P-L) ده هزار و دویست و چهل و هشتمین سیارک کشف شده‌است که در ۱۷ اکتبر ۱۹۶۰ کشف شد.